# Колувава
Колувава (Kalokalo, Koluwawa) — австронезийский язык, на котором говорят на северо-западной вершине Фергуссон провинции Милн-Бей в Папуа — Новой Гвинее. Население кроме своего языка также использует английский бваидока, добу, иамалеле, идуна, минавеха языки. Колувава лексически на 64 % похож на язык иамалеле, затем на бваидока. Использование других языков производится за счёт брака между людьми разных рас и национальностей. Мужья и жёны из других языковых групп проживают в деревне Калокало с другими супругами колувава.